# Miên Hộ
Miên Hộ (tiếng Trung: 綿護; 28 tháng 6 năm 1783 – 5 tháng 1 năm 1842) là một hoàng thân của nhà Thanh trong lịch sử Trung Quốc, người thừa kế 1 trong 12 tước vị Thiết mạo tử vương.

## Cuộc đời
Miên Hộ sinh vào giờ Tỵ, ngày 9 tháng 5 (âm lịch) năm Càn Long thứ 48 (1783), trong gia tộc Ái Tân Giác La. Ông là con trai trưởng của Phụ quốc Tướng quân Vĩnh Phiên (永蕃), cháu nội của Hoằng Dung (弘曧) – con trai thứ 5 của Trang Khác Thân vương Dận Lộc. Mẹ ông là Kế Phu nhân Nữu Hỗ Lộc thị (鈕祜祿氏), con gái của Tổng binh Sách Bố Thản (策布坦). Năm Càn Long thứ 54 (1789) ông được tập tước Phụng quốc Tướng quân. Năm Gia Khánh thứ 3 (1798), tháng 4, thụ Nhị đẳng Thị vệ. Năm thứ 12 (1807), tháng 2, tập Bất nhập Bát phân Phụ quốc công (不入八分輔國公).
Năm Đạo Quang thứ 18 (1838), Trang Thân vương Dịch Tân vì có liên quan đến nha phiến nên bị đoạt tước, tước vị sẽ do ông thế tập, tức Trang Thân vương đời thứ 7. Năm thứ 19 (1839), tháng 9, ông nhậm chức Đô thống Mông Cổ Chính Hoàng kỳ. 1 năm sau (1840), tháng giêng, thụ phong Tương Hoàng kỳ Lĩnh Thị vệ Nội đại thần. Tháng 7 trở thành Duyệt binh đại thần (阅兵大臣). Năm thứ 21 (1841), tháng 1 quản lý sự vụ Kiện Duệ doanh (健锐营). Cùng năm, ngày 24 tháng 11 (âm lịch), buổi trưa, ông qua đời, thọ 59 tuổi, được truy thụy Trang Cần Thân vương (莊勤親王). Ông lúc sinh thời không có con, nên tước vị sẽ do em trai của ông là Miên Hoa thừa kế.

## Gia quyến
- Đích Phúc tấn: Qua Nhĩ Giai thị (瓜尔佳氏), con gái của Tổng binh Minh An (明安).